# Silvia Irina Zimmermann
Silvia Irina Zimmermann (n. 4 noiembrie 1970, Sibiu, România) este istoric literar, scriitoare germană și traducătoare, originară din România. Inițiatoare și membră fondatoare a Centrului de Cercetare Carmen Sylva al Arhivei Princiare de Wied din Neuwied.

## Biografie
A urmat școala generală germană la Sibiu, după care a absolvit Liceul Pedagogic din Sibiu, la secția germană, în anul 1989. A studiat la universitățile din Sibiu și Marburg filologie germană și engleză, istoria artei și sociologie. Este doctor în literatură germană a Universității din Marburg cu o teză despre opera literară a reginei Elisabeta a României (Carmen Sylva). A continuat activitatea de cercetare interdiscipinară în colaborare cu Arhiva Princiară de Wied (Neuwied), publicând mai multe cărți în limba germană și română despre Regina Elisabeta a României și Curtea Regelui Carol I al României.
În anul 2012 a inițiat înființarea Centrului de Cercetare Carmen Sylva al Arhivei Princiare de Wied din Neuwied (Forschungsstelle Carmen Sylva des Fürstlich Wiedischen Archivs), unde este co-fondatoare și coordonatoare onorifică. Este  co-editoare a colecției centrului de cercetare Carmen Sylva împreună cu istoricii Dr. Hans-Jürgen Krüger (†), Dr. Edda-Binder Ijima și istoricul literar Prof. Dr. Ralf Georg Czapla, în cooperare cu editura Ibidem din Stuttgart. 

## Cărți în limba română
- Regina poetă Carmen Sylva. Literatura în serviciul Coroanei, prefață de A.S.R. Principele Radu al României, traducere din germană de Monica Livia Grigore, cu numeroase ilustrații din Arhiva Princiară de Wied din Neuwied, București, Editura All, 2013, ISBN 978-606-587-066-6. E-Book, 2013, ISBN 978-606-587-156-4, ISBN 978-606-587-155-7.
- Regele Carol I în opera Reginei Elisabeta. La 100 de ani de la moartea Regelui Carol I al României (1839-1914). Ilustrații din Arhiva Princiară de Wied și din colecția autoarei. Cuvânt-înainte de A.S.R. Principele Radu al României. Prefață de Nicolae-Șerban Tanașoca. București, Editura Curtea Veche, 2014, ISBN 978-606-588-771-8.

## Cărți în limba germană
- Die dichtende Königin. Elisabeth, Prinzessin zu Wied, Königin von Rumänien, Carmen Sylva (1843-1916). Selbstmythisierung und prodynastische Öffentlichkeitsarbeit durch Literatur, Stuttgart, ibidem-Verlag, 2010, ISBN 978-3-8382-0185-6.
- Der Zauber des fernen Königreichs. Carmen Sylvas „Pelesch-Märchen“, cuvânt-înainte de Wilhelm Solms, Stuttgart, ibidem-Verlag, 2011, ISBN 978-3-8382-0195-5.
- Unterschiedliche Wege, dasselbe Ideal: Das Königsbild im Werk Carmen Sylvas und in Fotografien des Fürstlich Wiedischen Archivs, cuvânt-înainte de Hans-Jürgen Krüger, Stuttgart, ibidem-Verlag, 2014, ISBN 978-3-8382-0655-4.
- Die Feder in der Hand bin ich eine ganz andre Person. Carmen Sylva (1843-1916). Leben und Werk. [Cu pana în mână sunt o cu totul altă persoană. Carmen Sylva. Viața și opera] Cuvânt-înainte de ASS Principesa Isabelle de Wied. Colecția Centrului de Cercetare Carmen Sylva al Arhivei Princiare de Wied, volumul 8, Stuttgart: Ibidem, 2019, 434 pagini, 370 ilustrații, ISBN: 978-3-8382-0815-2.

## Ediții îngrijite și coordonate
- Carmen Sylva, Gedanken einer Königin - Les pensées d'une reine. Gesammelte Aphorismen in deutscher und französischer Sprache und Epigramme  [Cugetările unei regine. Aforisme]. Ediție bilingvă (germană-franceză) îngrijită și studiu introductiv de Silvia Irina Zimmermann, Stuttgart, ibidem-Verlag, 2012, ISBN 978-3-8382-0385-0.
- Carmen Sylva, Gedanken einer Königin. Ausgewählte Aphorismen [Cugetările unei regine. Aforisme alese]. Ediție germană îngrijită și studiu introductiv de Silvia Irina Zimmermann, Stuttgart, ibidem-Verlag, 2012, ISBN 978-3-8382-0375-1.
- Aus Carmen Sylvas Königreich. Gesammelte Märchen und Geschichten für Kinder und Jugendliche von Carmen Sylva (Königin Elisabeth von Rumänien, geborene Prinzessin zu Wied, 1843-1916) [Din Regatul Carmen-Sylvei, Povești și povestiri]. Ediție germană îngrijită și studiu introductiv de Silvia Irina Zimmermann, 2 volume, Stuttgart, ibidem-Verlag, 2013, ISBN 978-3-8382-0495-6. 
  - Volumul 1: Rumänische Märchen und Geschichten [Povești și povestiri românești], ISBN 978-3-8382-0475-8.
  - Volumul 2: Märchen einer Königin [Poveștile unei regine], ISBN 978-3-8382-0485-7.
- Carmen Sylva, Pelesch-Märchen [Poveștile Peleșului], ediție germană îngrijită și studiu introductiv de Silvia Irina Zimmermann, Stuttgart, ibidem-Verlag, Edition Noëma, 2013, ISBN 978-3-8382-0465-9.
- Carmen Sylva, Prinz Waldvogel. Ausgewählte Märchen [Prințul Codrului. Povești alese], ediție germană îngrijită și studiu introductiv de Silvia Irina Zimmermann, Stuttgart: ibidem-Verlag, Edition Noëma, 2015, ISBN 978-3-8382-0818-3.
- Carmen Sylva (Regina Elisabeta a României): Poveștile Peleșului, ediție îngrijită și postfață de Silvia Irina Zimmermann. Ilustrații din Arhiva Princiară de Wied, București, editura Corint, 2016, ISBN 978-606-793-022-1.
- Heimweh ist Jugendweh. Kindheits- und Jugenderinnerungen der Elisabeth zu Wied (Carmen Sylva) [Dorul de casă este dor de tinerețe. Amintirile din copilărie și tinerețe ale Elisabetei de Wied] (co-editor: Bernd Willscheid), cuvânt-înainte de A.S.S. Principesa Isabelle de Wied, [Colecția Centrului de Cercetare Carmen Sylva al Arhivei Princiare de Wied, vol. 4], Stuttgart: ibidem-Verlag, 2016, ISBN 978-3-8382-0814-5.
- Monsieur Hampelmann - Domnul Pulcinel. O poveste din timpul exilului Reginei Elisabeta a României (Carmen Sylva) ilustrată de arhitectul Casei Regale André Lecomte du Nouy. Ediție îngrijită cu introducere (bilingvă: germană și română) de Silvia Irina Zimmermann. [Colecția Centrului de Cercetare Carmen Sylva al Arhivei Princiare de Wied, vol. 5], Stuttgart: ibidem-Verlag, 2017, ISBN 978-3-8382-0114-5.
- Der Briefwechsel Elisabeths zu Wied (Carmen Sylva) mit ihrem Gemahl Carol I. von Rumänien aus dem Rumänischen Nationalarchiv in Bukarest. 1869-1913 [Corespondența Reginei Elisabeta cu Regele Carol I din Arhivele Naționale ale României. 1869-1913]. Ediția critică-științifică completă în limba germană, studiu introductiv și adnotări de Silvia Irina Zimmermann [Colecția Centrului de Cercetare Carmen Sylva al Arhivei Princiare de Wied, vol. 6 și 7], 2 volume, 952 pagini, 66 ilustrații alb-negru și 14 color, Stuttgart: Ibidem, 2018 ISBN : 978-3-8382-1221-0.
  - Volumul I: 1869-1890. Anii de început în România. Războiul de Independență. Regatul României, ISBN 978-3-8382-0906-7.
  - Volumul  II: 1891-1913: Exilul reginei. Revenirea pe tronul României, ISBN 978-3-8382-1220-3.

- "Cu iubire tandră, Elisabeta". "Mereu al tău credincios, Carol". Corespondența perechii regale. Ediție critică și comentată, note și traducere din germană de Silvia Irina Zimmermann și Romanița Constantinescu. Transcrierea după manuscrisul în limba germană, stabilirea textului, studiu introductiv și indice de Silvia Irina Zimmermann. București: Humanitas, 2020-2021, 2 volume:
  - Volumul I: 1869-1888, 376 pagini, 2020, ISBN: 978-973-50-6887-5.
  - Volumul II: 1889-1913, 428 pagini, 2021, ISBN: 978-973-50-6888-2.

- Regina Elisabeta a României (Carmen Sylva): De prin veacuri. Povestiri istorice și legende populare pentru copii. Ediție îngrijită, prefață și traduceri de Silvia Irina Zimmermann, 160 pagini, București, Editura Humanitas, 2018, ISBN 978-973-50-6265-1.
- The Child of the Sun: Royal Fairy Tales and Essays by the Queens of Romania, Elisabeth (Carmen Sylva, 1843-1916) and Marie (1875-1938). Selected and edited, with an introduction and bibliography by Silvia Irina Zimmermann. [Series of the Research Center Carmen Sylva - Princely Archive of Wied, vol. 9], 315 pages, 54 illustrations (7 colored), Stuttgart: ibidem-Verlag (Ibidem Press), 2020, ISBN-13: 978-3-8382-1393-4.
- Reginele scriitoare ale României, Elisabeta (Carmen Sylva) și Maria. Ediție îngrijită, introducere, note și bibliografie de Silvia Irina Zimmermann. Colecția "Istorie cu blazon", București: Editura Corint, 2021, 400 pagini, ISBN 978-606-793-964-4.

- Geliebter Vater und treuster Freund. Der Briefwechsel des Königspaares Carol I. und Elisabeth von Rumänien mit Fürst Karl Anton von Hohenzollern-Sigmaringen aus dem Rumänischen Nationalarchiv in Bukarest (1866-1885). [Tată iubit și cel mai credincios prieten. Corespondența perechii regale Carol I și Elisabeta ai României cu principele Karl Anton de Hohenzollern-Sigmaringen din Arhivele Naționale ale României (1866-1885]. Ediție critică științifică în limba germană, studiu introductiv și note de Silvia Irina Zimmermann [Colecția Centrului de Cercetare Carmen Sylva al Arhivei Princiare de Wied, vol. 10 și  11], 2 volume, 962 pagini, Stuttgart: Ibidem, 2022, ISBN 9783838217161. 
  - Volumul I: 1866-1876. Primii ani de domnie ai Principelui Carol I în România (508 pagini, ISBN 9783838215884)
  - Volumul II: 1877-1885. Independența Românei, ridicarea la rangul de Regat (454 pagini, ISBN 9783838217086).

## Traduceri
- Oana Marinache: Grădini bucureștene și peisagiști din spațiul cultural german. Die Stadtgärten Bukarests und die Gartengestalter aus dem deutschen Sprachraum, București: Editura Istoria Artei, 2016, ISBN: 978-606-8839-07-3.

- "Ich werde noch vieles anbahnen". Carmen Sylva, die Schriftstellerin und Königin im Kontext ihrer Zeit [„Voi deschide multe căi“. Carmen Sylva, scriitoarea și prima regină a României în contextul timpului ei] (co-editoare Edda Binder-Iijima). [Colecția Centrului de Cercetare Carmen Sylva al Arhivei Princiare de Wied, vol. 2], Stuttgart, ibidem-Verlag, 2015, ISBN 978-3-8382-0564-9. Traduceri:
  - Simion Dănilă: Carmen Sylva, die erste Leserin Nietzsches in Rumänien (Carmen Sylva, prima cititoare a lui Nietzsche în România).
  - Ștefania Dinu: Königin Elisabeth und Pierre Loti - eine Seelenfreundschaft (Regina Elisabeta și Pierre Loti – o prietenie de suflet).
  - Alexandru Istrate: Das Bild der Königin Elisabeth in den rumänischen Quellen (Imaginea Reginei Elisabeta în literatura românească).
  - Adriana Roșca: Die Wohltätigkeit der Königin Elisabeth (Activitatea de mecenat a Reginei Elisabeta).
- Das erste Königspaar von Rumänien Carol I und Elisabeta. Aspekte monarchischer Legitimation im Spiegel kulturpolitischer Symbolhandlungen [Prima pereche regală a României Carol I și Elisabeta. Aspecte de legitimare a monarhiei în oglinda gesturilor simbolice cultural-politice] (co-editoare Edda Binder-Iijima). [Colecția Centrului de Cercetare Carmen Sylva al Arhivei Princiare de Wied, vol. 3], Stuttgart, ibidem-Verlag, 2015, ISBN 978-3-8382-0755-1. Traduceri:
  - Ruxanda Beldimann: Symbolischer Wert und offizielle Funktion des Schlosses Pelesch. Das historische Vorgehen des Königs Carol I. und der Beitrag der Königin und Dichter Carmen Sylva (Valoare simbolică și funcțiuni oficiale ale Castelului Peleș. Un demers de tip istorist al Regelui Carol I).
  - Macrina Oproiu: Schloss Pelesch und die christliche Ikonographie im Dienst der monarchischen Legitimation (Castelul Peleș și iconografia creștină în slujba legitimării regale. Arhanghelul Gabriel).
  - Carmen Tănăsoiu: Das Herrschaftsbild in Rumänien in kirchlichen und weltlichen Darstellungen: die Herrscherzeit des Königs Carol I. von Rumänien in Kirchen, Klöstern und öffentlichen Denkmälern (Portretul regal în România – între votiv și laic în biserici, mănăstiri și monumente publice. Domnia Regelui Carol I).
  - Adriana Cristina Mazilu: Die Privatfinanzen des Königspaares Carol I. und Elisabeth in Dokumenten (Cheltuielile Regelui Carol I și ale Reginei Elisabeta în documente).
  - Nicolae-Șerban Tanașoca: Rumänien, die Aromunen und die Albanische Liga von Prizren im Lichte des Briefwechsels von Ioan D. Caragiani mit Ion Ghica und Apostol Margarit (România, aromânii și Liga albaneză de la Prizren în lumina corespondenței lui Ioan D. Caragiani cu Ion Ghica și Apostol Margarit), co-traducătoare: Edda Binder-Iijima.
- Gabriel Badea-Păun: Carmen Sylva. Königin Elisabeth von Rumänien - eine rheinische Prinzessin auf Rumäniens Thron [Regina Elisabeta a României – o prințesă renană pe tronul României]. Traducere în germană și postfață de Silvia Irina Zimmermann. Stuttgart: ibidem-Verlag, 2011, ISBN 978-3-8382-0245-7.

## Ilustrații
- Claudiu Sfirschi-Lăudat: Osmé. Antologie de texte pentru nasul oricui, ilustrații de Silvia Irina Zimmermann, București: Editura Peter Pan Art, 2022, ISBN: 978-606-95000-3-3.
- Regina Elisabeta a României (Carmen Sylva): Cuvinte sufletești. Ediție îngrijită, introducere și ilustrații de Silvia Irina Zimmermann. București: Editura Humanitas, 2022, 181 pagini, ISBN 978-973-50-7492-0.

## Distincții
- Medalia Regele Mihai I pentru Loialitate, 2013.[8]